# Stare Boiska
Stare Boiska – wieś w Polsce położona w województwie lubelskim, w powiecie opolskim, w gminie Józefów nad Wisłą.
W latach 1975–1998 miejscowość administracyjnie należała do ówczesnego województwa lubelskiego.
Wieś stanowi sołectwo w gminie Józefów nad Wisłą. Według Narodowego Spisu Powszechnego z roku 2011 wieś liczyła 253 mieszkańców.

## Opis i położenie
Wieś Boiska położona jest w dolinie rzeki Wyżnicy w zlewni Wisły na jej prawym brzegu, przy drodze Kraśnik-Józefów. Zabudowania wsi skupione są w dwóch zasadniczych częściach; część główna położona jest po lewej stronie rzeki przy skrzyżowaniu dróg Kraśnik-Józefów-Grabówka i ciągnie się w kierunku zachodnim. Kilka domostw Boisk Starych położonych przy skrzyżowaniu dróg w kierunku wschodnim nosi nazwę Zamłynie. Natomiast przy drodze prowadzącej od kościoła do Idalina położone jest Zakącie.
Przy rozwidleniu tej drogi stoi na skarpie kapliczka w formie krzyża, z pierwszego dziesięciolecia XX wieku, ufundowana przez Lucjana Skrzetuskiego, właściciela folwarku w Boiskach. W rozwidleniu dróg poniżej kościoła stoi niewielkich rozmiarów obelisk wybudowany dla uczczenia setnej rocznicy powstania listopadowego i pamięci generała Henryka Dembińskiego, jednego z wodzów naczelnych powstania, właściciela Boisk i Grabówki w latach 1829–1830. Napis na pomniku głosi: „1830 By krew przelana nie poszła w niepamięć”.

## Części wsi
| SIMC    | Nazwa    | Rodzaj    |
| ------- | -------- | --------- |
| 0382326 | Zaborcze | część wsi |
| 0382332 | Zakącie  | część wsi |

## Historia wsi
Wieś Boiska dziś Stare Boiska powstała w XIV wieku. Najstarsza wzmianka w dokumentach źródłowych o wsi zwanej wówczas Boyska pochodzi z 1419 roku. Należała wówczas, wraz z sąsiednią Chrośliną i Wałowicami do Beaty z Bożego Daru, wdowy po właścicielu Kraśnika i innych okolicznych włości, Dymitrze z Goraja. W latach 1449–1459 dziedzicami byli Katarzyna córka Beaty i jej mąż Jan z Sienna wojewoda sandomierski. U schyłku XV wieku około 1486 roku dziedzicem był Andrzej Sienneński kasztelan biecki i sądecki.

W połowie XV wieku wieś należała do parafii Rybitwy. W XV wieś Boiska wraz z Wolą Boiską mają 5 łanów kmiecych. Według rejestru pogłównego z 1678 roku Boiska wieś z kościołem daje pogłówne od 30 poddanych, 8 dworskich i 3 osób z rodziny właścicielki Justyny Czermińskiej.
Od czasów Sienieńskich Boiska wchodziły w skład klucza grabowieckiego, którego nazwa pochodzi od wsi Grabówka, gdzie Sienieńscy XVI w.wznieśli rezydencję o charakterze obronnym. Kolejnymi właścicielami majątku w XVII w. byli Myszkowscy h. Jastrzębiec z Mirowa, a w XVIII w. Moszyńscy h. Nałęcz. Po śmierci kasztelana lubelskiego Leona Moszyńskiego w wyniku wieloletnich procesów majątek znalazł się w rękach Henryka Dembińskiego, który po powstaniu listopadowym emigrował za granicę, a dobra zostały skonfiskowane przez rząd.
W latach 40. XIX w. klucz grabowiecki (wraz z Boiskami) nabył Jan Herniczek h. Kotwicz, który doprowadził do jego rozkwitu gospodarczego. Za czasów Herniczka dobra słynęły z sadownictwa. Po śmierci Jana Herniczka w 1884 r. dziedzicami majątku zostały jego dzieci, Adam Herniczek i Emilia z Herniczków Jabłoszewska (Jabłuszewska).
W 1897 roku kościół murowany w Boiskach uległ gruntownej restauracji, pokryto go blachą cynkową. Dobra Boiska należały wówczas do Lucjana Skrzetuskiego.
10 czerwca 1943 żandarmeria niemiecka aresztowała 5 mieszkańców wsi, a następnie ich zamordowała we wsi Bór. 20 sierpnia 1943 Niemcy zamordowali we wsi kilku mieszkańców.